# Peney-le-Jorat

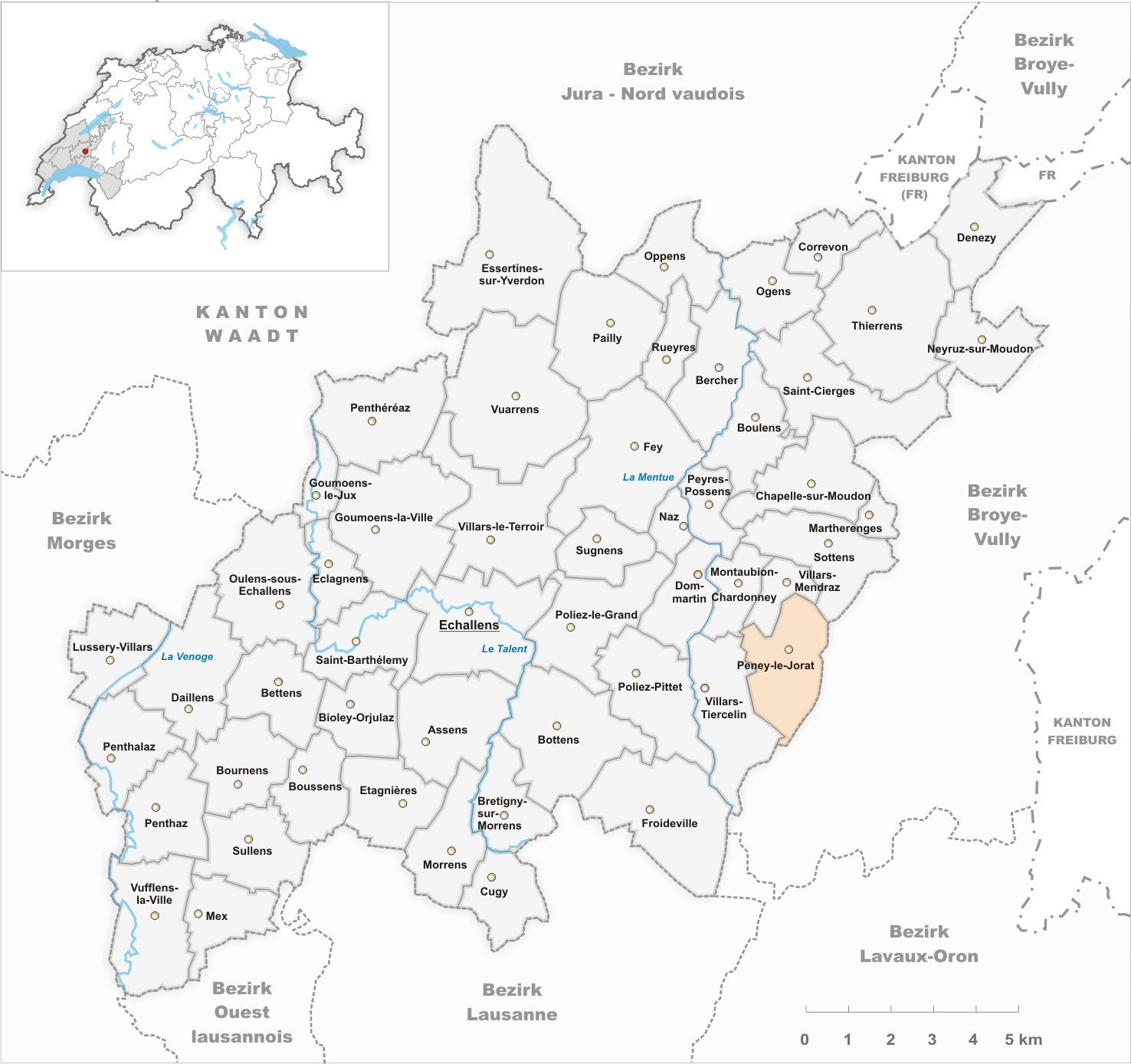
Gemeindestand vor der Fusion am 30. Juni 2011

Luftbild aus 1200 m von Walter Mittelholzer, Peney-le-Jorat im Vordergrund (1924)

Peney-le-Jorat war eine politische Gemeinde im Distrikt Gros-de-Vaud des Kantons Waadt in der Schweiz. Peney-le-Jorat fusionierte am 1. Juli 2011 mit den Gemeinden Montaubion-Chardonney, Sottens, Villars-Mendraz und Villars-Tiercelin zur neuen Gemeinde Jorat-Menthue.

## Geographie
Peney-le-Jorat liegt auf 841 m ü. M., 15 Kilometer nordnordöstlich der Kantonshauptstadt Lausanne (Luftlinie). Das Haufendorf erstreckt sich auf einer Hochfläche auf der Nordabdachung des Hochplateaus des Jorat, im Waadtländer Mittelland.
Die Fläche des 4,5 km² grossen ehemaligen Gemeindegebiets umfasst einen Abschnitt der Molassehöhen zwischen der Mentue im Westen und dem mittleren Broyetal im Osten. Der Hauptteil des Gebietes wird von der Hochfläche bei Peney-le-Jorat eingenommen, die im Nordwesten und Norden vom Tal des Ruisseau de Neyrevaux, im Osten von seinem Seitenbach Les Gaudines eingefasst wird. Nach Westen reicht der Gemeindeboden auf den Waldhügel Le Faz (885 m ü. M.). Nach Süden erstreckt sich das Gebiet auf die waldreichen Höhen des Jorat und erreicht im Waldgebiet Les Gares mit 915 m ü. M. den höchsten Punkt von Peney-le-Jorat. Von der Gemeindefläche entfielen 1997 5 % auf Siedlungen, 39 % auf Wald und Gehölze und 56 % auf Landwirtschaft.
Zur Gemeinde Peney-le-Jorat gehörten der Weiler Montmeillan (847 m ü. M.) östlich an das Dorf anschliessend sowie mehrere Einzelhöfe. Nachbargemeinden von Peney-le-Jorat waren Corcelles-le-Jorat, Villars-Tiercelin, Montaubion-Chardonney, Villars-Mendraz, Sottens und Hermenches.

## Bevölkerung
Mit 378 Einwohnern (Stand 31. Dezember 2010) gehörte Peney-le-Jorat zu den kleinen Gemeinden des Kantons Waadt. Von den Bewohnern sind 91,4 % französischsprachig, 3,5 % portugiesischsprachig und 3,2 % deutschsprachig (Stand 2000). Die Bevölkerungszahl von Peney-le-Jorat belief sich 1900 auf 283 Einwohner. Danach wurde durch stetige Abwanderung bis 1980 eine Abnahme auf 196 Einwohner verzeichnet; seither stieg die Bevölkerungszahl wieder deutlich an.

## Wirtschaft
Peney-le-Jorat war bis in die zweite Hälfte des 20. Jahrhunderts ein vorwiegend durch die Landwirtschaft geprägtes Dorf. Noch heute haben der Ackerbau und die Viehzucht einen wichtigen Stellenwert in der Erwerbsstruktur der Bevölkerung. Weitere Arbeitsplätze sind im lokalen Kleingewerbe und im Dienstleistungssektor vorhanden. Am Ruisseau de Neyrevaux befand sich früher eine Mühle. Durch den Bau mehrerer Einfamilienhäuser in den letzten Jahrzehnten hat sich das Dorf auch zu einer Wohngemeinde entwickelt. Viele Erwerbstätige sind deshalb Wegpendler, die vor allem in Lausanne und in Moudon arbeiten.

## Verkehr
Peney-le-Jorat liegt abseits der grösseren Durchgangsstrassen an einer Verbindungsstrasse von Corcelles-le-Jorat nach Saint-Cierges. Durch einen Postautokurs, der von Thierrens nach Froideville verkehrt, ist Peney-le-Jorat an das Netz des öffentlichen Verkehrs angebunden.

## Geschichte
Die erste urkundliche Erwähnung des Ortes erfolgte 1154 unter den Namen Pinoy und Pinetum. 1228 erschien die Bezeichnung Piney und danach ist die Schreibweise Pigney überliefert. Der Ortsname leitet sich vom lateinischen Wort pinetum (Tannenwald) ab.
Das Gebiet um Peney-le-Jorat gehörte im Mittelalter den Bischöfen von Lausanne und kam im 12. Jahrhundert an die Herren von Palézieux. Diese überliessen die Rodungsinsel 1154 der kurz vorher gegründeten Zisterzienserabtei Haut-Crêt, welche auch das Nutzungsrecht der ausgedehnten, dem Bischof von Lausanne gehörenden Wälder des Jorat hatte.
Nach der Eroberung des Waadtlandes durch Bern kam das Dorf im Jahr 1557 an die bernische Landvogtei Oron und bildete eine relativ weit vom Stammgebiet entfernte Exklave. Nach dem Zusammenbruch des Ancien Régime gehörte Peney-le-Jorat von 1798 bis 1803 während der Helvetik zum Kanton Léman, der anschliessend mit der Inkraftsetzung der Mediationsverfassung im Kanton Waadt aufging. 1798 wurde es dem Bezirk Oron zugeteilt.

## Sehenswürdigkeiten
Die Kirche von Peney-le-Jorat wurde 1812 erbaut und der Glockenturm im Jahr 1842 hinzugefügt. Im alten Ortskern sind einige charakteristische Bauernhäuser aus dem 18. und 19. Jahrhundert erhalten.